# Kona (departamento)
Kona é um dos sete departamento da província de Mouhoun, no Burkina Faso.